# Ялимит
Ялимит — минерал класса сульфатов, относится к группе содалита с химической формулой Ca4(AlO2)6SO3. Был найден в виде полупрозрачных, от бесцветного до белого цвета зёрен размером до 15 микрон.
Образуется при высокотемпературном метаморфизме (пирометаморфизм) известковых пород. Неустойчив, легко реагирует с водой и преобразуется в эттрингит. Был впервые обнаружен в бассейне Хатрурим в Израиле в 1984 году. Также позже был найден в базальтовом карьере Klöch региона Штирия. Синтетический аналог широко используется в производстве сульфат-содержащих цементов (Портландцемент). Также может образоваться в результате горения угольных отвалов.